# Proedromys
Proedromys (Thomas, 1911) è un genere di roditori della famiglia dei Cricetidi.

## Descrizione

### Dimensioni
Al genere Proedromys appartengono roditori di piccole dimensioni, con lunghezza della testa e del corpo tra 75 e 131 mm e la lunghezza della coda tra 37.5 e 82 mm.

### Caratteristiche craniche e dentarie
Il cranio è simile a quello del genere Microtus eccetto per la presenza di un solco longitudinale lungo la superficie anteriore di ogni incisivo superiore e per l'estrema riduzione degli incisivi inferiori, che raramente penetrano posteriormente nel condilo mandibolare. I molari sono privi di radici e a crescita continua.
Sono caratterizzati dalla seguente formula dentaria:

### Aspetto
L'aspetto è quello tipico delle arvicole. La pelliccia è lunga. Le parti dorsali variano dal bruno-giallastro al brunastro, mentre le parti inferiori sono più bianco-grigiastre. Gli occhi sono piccoli. Le zampe sono biancastre. La coda è densamente ricoperta di peli ed è scura sopra e più chiara sotto. Le femmine hanno quattro paia di mammelle.

## Distribuzione
Il genere è endemico della Cina.

## Tassonomia
Il genere comprende 2 specie.
- Proedromys bedfordi
- Proedromys liangshanensis[3]